# Jiří Finger
Jiří Finger (* 6. listopadu 1951) je bývalý český fotbalista, záložník. Jeho bratr Zbyněk Finger byl také ligový fotbalista Hradce Králové.

## Začátek kariéry
Odchovanec SK Sparta Úpice. V dorostu přestoupil do AC Sparta Praha a reprezentoval Československo na dorosteneckém mistrovství Evropy v roce 1969. V seniorské kategorii hrál za FC Hradec Králové. Při postupu do nejvyšší soutěže 1979/80 rozhodl svým gólem v Teplicích. V lize hrál za TJ SU Teplice a Spartak Hradec Králové, nastoupil v 60 utkáních a dal 10 gólů.

## Ligová bilance
| Ročník                                   | Zápasy | Góly | Minuty | Klub                   |
| ---------------------------------------- | ------ | ---- | ------ | ---------------------- |
| 1. československá fotbalová liga 1972/73 | 27     | 5    | 2194   | Spartak Hradec Králové |
| 2. československá fotbalová liga 1973/74 | -      | -    | -      | Spartak Hradec Králové |
| 1. československá fotbalová liga 1974/75 | 3      | 0    | 85     | Sklo Union Teplice     |
| Česká národní fotbalová liga 1978/79     | -      | -    | -      | Spartak Hradec Králové |
| 1. československá fotbalová liga 1980/81 | 30     | 5    | 2635   | Spartak Hradec Králové |
| CELKEM 1. liga                           | 60     | 10   | 4914   |                        |